# Maryse Bastié
Marie-Louise Bombec (27 de fevereiro de 1898 – 6 de julho de 1952) foi uma aviadora francesa, nascida em Limoges. Suas façanhas deram-se a conhecer rapidamente e cedo converteu-se na primeira aviadora francesa em atravessar o Atlântico, obtendo um grande número de reconhecimentos. Morreu a 6 de julho de 1952 em Bron.
Atualmente numerosas escolas, ruas e avenidas levam seu nome.

## Biografia
Divorciada, ela se casa novamente com seu afilhado de guerra, o tenente-piloto Louis Bastié; foi ao lado dele que ela descobriu a paixão pela aviação. Em 29 de setembro de 1925, ela obteve sua licença de piloto na estação aérea de Bordeaux-Teynac, que mais tarde se tornou o aeroporto de Bordeaux-Mérignac. Arthur Sanfourche, pai de Jean-Joseph Sanfourche, era seu mecânico. No ano seguinte, seu marido Louis Bastié morreu em um acidente de avião. 

## Recordes
- 1928, Recorde feminino de distância de voo (1058 km).
- 1929, Recorde internacional feminino de duração de voo (26 h 44 min).
- Em 1930, bate o recorde internacional feminino de tempo de voo por 37 horas e 55 minutos.
- Em 1931, rompe o recorde de distância internacional feminino com  2976 km.
- Em 1936, converte-se na primeira mulher em cruzar o Atlântico Sul em 12 horas e 5 minutos.